# 2012 VP113
2012 VP113 — відокремлений транснептуновий об'єкт, карликова планета. Планета була відкрита на Міжамериканській астрономічній обсерваторії Серро Тололо, розташованій у Чилі на 4-метровому телескопі. Про відкриття об'єкта 26 березня 2014 року Скотт Шеппард із Факультету земного магнетизму Інституту Карнегі у Вашингтоні та Чедвік Трухільйо з обсерваторії «Джеміні» на Гавайських островах.

## Посилання

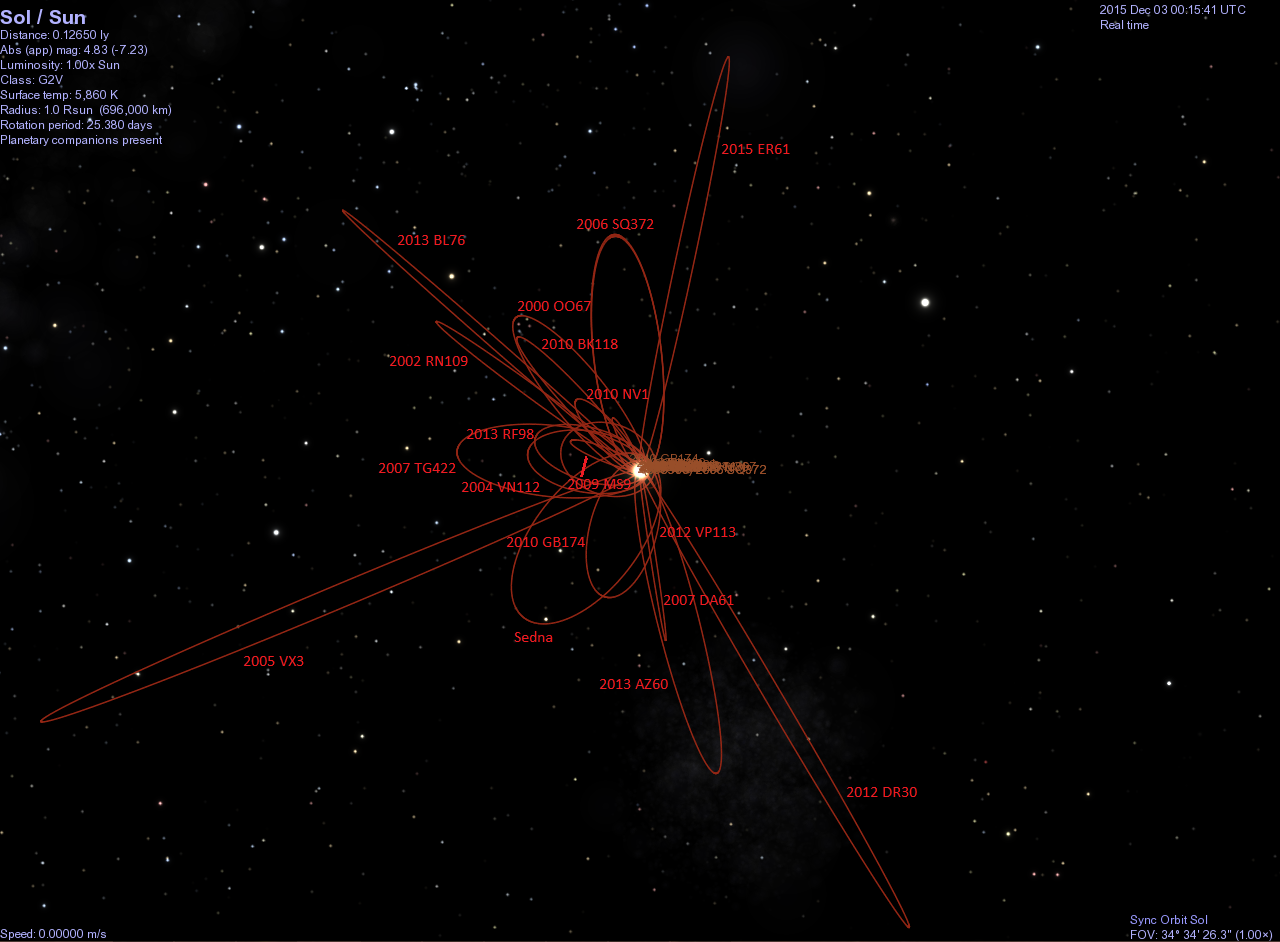
Орбіта 2012 VP113 порівняно з орбітами інших небесних тіл із дуже великими афеліями, зокрема 90377 Седна,, (87269) 2000 OO_{67},, 2005 VX_{3}, (308933) 2006 SQ_{372}, 2007 TG422, 2007 DA61, MS9 2009, 2010 GB174, 2010 NV1, 2010 BK118, 2012 DR30, 2015 ER61, 2013 BL76, 2013 AZ60, 2013 RF98.